# 杨奇逊
杨奇逊（1937年10月30日—），上海人，电力系统继电保护专家，中国工程院院士，电力系统继电保护专家、华北电力大学教授。

## 履历[1]
- 1960年，毕业于浙江大学。
- 1982年，获得澳大利亚新南威尔士大学博士学位。
- 1994年，当选中国工程院院士。